# Jacksonport (Wisconsin)
Pour l’article homonyme, voir Jacksonport (Arkansas).
Jacksonport est une ville américaine située dans le comté de Door au Wisconsin.